# Liste der Fahnenträger der Olympischen Winterspiele 1924
Die Liste der Fahnenträger der Olympischen Winterspiele 1924 führt die Fahnenträger bei der Eröffnungsfeier auf.
Beim Einmarsch der Nationen zogen Athleten aller teilnehmenden Länder ins Stade Olympique de Chamonix ein. Bei der Eröffnungsfeier wurden die einzelnen Teams von einem Fahnenträger aus den Reihen ihrer Sportler oder Offiziellen angeführt, der entweder von ihrem jeweiligen Nationalen Olympischen Komitee (NOK) oder von den Athleten selbst bestimmt wurde.

## Reihenfolge
Die französische Mannschaft marschierte als Gastgebernation zuletzt ein. Die anderen Länder betraten das Stadion in alphabetischer Reihenfolge in der Sprache der Gastgebernation, in diesem Fall also Französisch. Diese Reihenfolge entspricht sowohl der Tradition als auch den Statuten des Internationalen Olympischen Komitees (IOK).

## Liste der Fahnenträger
Nachfolgend führt eine Liste die Fahnenträger der Eröffnungsfeier aller teilnehmenden Nationen auf, sortiert nach der Abfolge ihres Einmarsches. Die Liste ist zudem sortierbar nach ihrem Staatsnamen, nach Mannschaftskürzel, nach Anzahl der Athleten, nach dem Nachnamen des Fahnenträgers und dessen Sportart.

### Nach Nationen
| Abfolge | Nationalmannschaft | Französischer Name    | Kürzel | Athleten | Fahnenträger           | Sportart                          |
| ------- | ------------------ | --------------------- | ------ | -------- | ---------------------- | --------------------------------- |
| 1       | Österreich         | Autriche              | AUT    | 4        |                        |                                   |
| 2       | Belgien            | Belgique              | BEL    | 18       |                        |                                   |
| 3       | Kanada             | Canada                | CAN    | 12       | Ernie Collett          | Eishockey                         |
| 4       | Estland            | Estonie               | EST    | 1        | Christfried Burmeister | Eisschnelllauf                    |
| 5       | Vereinigte Staaten | États-Unis d’Amérique | USA    | 24       | Taffy Abel             | Eishockey                         |
| 6       | Finnland           | Finlande              | FIN    | 17       | Armas Palmros          | Skispringen Nordische Kombination |
| 7       | Großbritannien     | Grande Bretagne       | GBR    | 34       | Archibald Crabbe       | Bob                               |
| 8       | Ungarn             | Hongrie               | HUN    | 4        |                        |                                   |
| 9       | Königreich Italien | Italie                | ITA    | 23       | Leonardo Bonzi         | Bob                               |
| 10      | Lettland           | Lettonie              | LAT    | 2        | Roberts Plūme          | Skilanglauf                       |
| 11      | Norwegen           | Norvège               | NOR    | 14       | Harald Strøm           | Eisschnelllauf                    |
| 12      | Polen              | Pologne               | POL    | 7        | Casimir Smogorzewski   | Offizieller                       |
| 13      | Schweden           | Suède                 | SWE    | 31       | Ruben Rundqvist        | Eishockey                         |
| 14      | Schweiz            | Suisse                | SUI    | 30       |                        |                                   |
| 15      | Tschechoslowakei   | Tchécoslovaquie       | TCH    | 27       | Jaroslav Řezáč         | Eishockey                         |
| 16      | Jugoslawien        | Yougoslavie           | YUG    | 4        | Dušan Zinaja           | Skilanglauf                       |
| 17      | Frankreich         | France                | FRA    | 43       | Camille Mandrillon     | Militärpatrouille                 |

### Nach Sportarten
| Sportart              | Nationen                                                  | Anzahl |
| --------------------- | --------------------------------------------------------- | ------ |
| Bob                   | Königreich Italien – Großbritannien                       | 2      |
| Eishockey             | Kanada – Schweden – Tschechoslowakei – Vereinigte Staaten | 4      |
| Eisschnelllauf        | Estland – Norwegen                                        | 2      |
| Militärpatrouille     | Frankreich                                                | 1      |
| Nordische Kombination | Finnland                                                  | 1      |
| Skilanglauf           | Jugoslawien – Lettland                                    | 2      |
| Skispringen           | Finnland                                                  | 1      |
| Offizieller           | Polen                                                     | 1      |
| unbekannt             | Belgien – Österreich – Schweiz – Ungarn                   | 4      |